# Schizosaccharomyces pombe
Espèce
Schizosaccharomyces pombe appartient à la classe des champignons ascomycètes. Il s'agit d'une  une espèce de levure particulière, aussi appelée « levure à fission », qui présente la particularité de se reproduire en se divisant, à partir de la cellule mère, en deux cellules filles de taille identique. Elle est utilisée comme un organisme modèle en biologie cellulaire et moléculaire qui permet de comprendre des organismes plus complexes.
Elle est partiellement domestiquée, notamment pour faire des bières (pombe signifie bière en Swahili). Elle fut isolée en 1890 d'une bière de l'Est de l'Afrique à base de millet et décrite par Paul Lindner en 1893.

## Description
C'est un organisme unicellulaire eucaryote, dont les cellules sont cylindriques. Ces cellules mesurent généralement 7 à 14 micromètres de longueur et 4 de largeur. 
On la trouve sur les raisins et dans les mélanges de fermentation.

## Cycle de vie
Son nom, contenant le préfixe schizo qui signifie « fendre » ou « couper en deux », vient du fait qu'elle pratique une division par fission médiane. Deux types de cycle reproduction existent chez Schizosaccharomyces pombe :
- reproduction asexuée : la phase G2 est relativement longue car la cellule grandit énormément ; en phase M, une duplication du noyau et donc du génome a lieu ; les deux noyaux vont migrer vers un des pôles ; en G1, une séparation se fait entre les deux compartiments pour que finalement, en phase S, deux cellules haploïdes se forment ;
- reproduction sexuée : chez Schizosaccharomyces pombe il existe deux cellules différentes, la P (ou h+) et la M (ou h-). Elles sont toutes les deux nécessaire pour faire une reproduction sexuée par conjugaison durant laquelle les cellules, ainsi que leur noyau, vont fusionner[7]. Deux méioses consécutive vont ensuite avoir lieu pour former 4 noyaux haploïdes dans la cellule. Une phase de sporulation va former les 4 spores qui vont alors être relâchées.

Les cellules maintiennent leur forme allongée en grandissant uniquement par leurs extrémités et se divisent par une fission médiane, produisant ainsi deux cellules filles de taille égale, ce qui fait d'elles un outil puissant pour l'étude du cycle cellulaire et sa régulation.
Sa division cellulaire est régulée par la protéine kinase pom1.

## Génétique
S. pombe possède 4 800 ORF, trois chromosomes, soit l'un des plus petits génomes recensés chez un organisme eucaryote, et une phase haploïde dominante dans son cycle biologique (et de façon caractéristique une phase G2 très longue). La séquence de son génome a été publiée en 2002, par un consortium dirigé par l'Institut de Sanger (c'est le sixième organisme modèle eucaryote séquencé).